# Paul de Guerville
Paul Edmond Huet de Guerville (Sedan, 20 mars 1798 - Paris 10e, 20 janvier 1865) est un auteur dramatique français.

## Biographie
Fils du maire de Sedan Paul Eustache Huet de Guerville (1816-1830), il travaille d'abord dans l'administration avant de se consacrer au théâtre.
Ses pièces ont été représentées sur les plus grandes scènes parisiennes du XIXe siècle : Théâtre Beaumarchais, Théâtre-historique, Théâtre de la Gaîté, Théâtre des Folies-Dramatiques etc.
Il existe plusieurs lettres d'Honoré de Balzac à Paul de Guerville. L'une du 24 août 1848 dit : 

« Mon cher monsieur Guerville, 
Voulez-vous avoir la complaisance de me venir voir un matin, jeudi, si vous voulez ? 
Mille compliments de Balzac. »

— Honoré de Balzac, Correspondance

## Œuvres
- Jean de Nivelle, drame en 5 actes, 1841
- Jean de Bourgogne, ou Paris en 1407, drame en 5 actes, 1842
- Une leçon d'actrice, comédie en 1 acte, mêlée de chant, avec Milon, 1842
- Emma, ou Un serment de jeune fille, drame-vaudeville en 2 actes, avec Pierre Tournemine, 1844
- Les Exilés de Florence, drame historique en 3 actes, 1846
- Catherine de Médicis, drame en cinq actes, 1846
- Pauvre Aveugle, drame en 3 actes et en prose, 1846
- Trois Rivaux, comédie mêlée de chant, en 1 acte, 1847
- L'Argent, comédie en 5 actes et 7 tableaux, 1848
- Les Deux paires de lunettes, comédie mêlée de chant, 1848
- Les Belles de nuit, ou les Anges de la famille, drame en 5 actes et 9 tableaux, avec Paul Féval et Amédée Achard, 1849
- La Sonnette du Diable, drame fantastique en 5 actes et 12 tableaux, avec prologue et épilogue, tiré des Mémoires du Diable de Frédéric Soulié, avec Anicet Bourgeois, 1849
- La Journée des dupes, drame en 5 actes et 10 tableaux, précédé de La Prise de Faviaux, prologue, 1850
- Louise de Vaulcroix, drame en 5 actes, avec prologue et épilogue, avec Théodore Nézel, 1850
- Rollan le maudit, légende du temps de Louis XIII, drame en 5 actes et 1 prologue, 1861